# Courtney Rumbolt
Courtney Rumbolt (* 26. Juli 1969 in London) ist ein ehemaliger britischer Bobfahrer und Leichtathlet.

## Leben
Courtney Rumbolt gewann mit der britischen 4 × 100 m Staffel Bronze bei den Leichtathletik-Juniorenweltmeisterschaften 1988. Nachdem er innerhalb des britischen Teams nicht für die Olympischen Sommerspiele 1992 nominiert wurde, wechselte er zum Bobsport.
Anfang 1993 konnte Rumbolt im Bob von Mark Tout in Cortina d’Ampezzo erstmals ein Weltcup-Rennen gewinnen. Als Tout 1996 positiv auf Anabole Steroide getestet wurde, wechselte Rumbolt in den Bob von Pilot Sean Olsson. Die neuformierte Crew konnte bei der Weltmeisterschaft 1997 den vierten Platz erreichen. Bei den Olympischen Winterspielen 1998 in Nagano gewannen Sean Olsson und Courtney Rumbolt zusammen mit Paul Attwood und Dean Ward die Bronzemedaille im Viererbob-Wettkampf auf der Spiral.